# Hombre (jeu)
Pour les articles homonymes, voir Hombre.
Le jeu de l'Hombre est un ancien jeu de cartes apparu en Espagne au début du XVIIe siècle. Sa plus ancienne mention apparaît dans Plaza universal de todas ciencias y artes (Madrid, 1615), traduction espagnole, par Cristóbal Suárez de Figueroa, de La piazza universale di tutte le professione del mondo (Venise, 1585) de Tommaso Garzoni (mais Garzoni ne mentionne pas l'hombre). 
Il est le plus ancien jeu de levées avec enchères connu, lointain précurseur du bridge. Il a été joué en France dans la deuxième moitié du XVIIe siècle (la plus ancienne référence date  de 1657) jusqu'au début du XVIIIe siècle où a été remplacé par le quadrille (variante à quatre joueurs).
Il se joue à trois joueurs et a donné naissance à des variantes à 5 joueurs (le quintille), 4 joueurs (le quadrille, puis le médiateur) et 2 joueurs (le piquemédrille). 
L’« hombre » désigne le joueur qui remporte les enchères – le déclarant – et doit réussir son contrat.
Le jeu de l'hombre est toujours joué au Danemark sous la forme ancienne et en Espagne sous la forme du jeu de tresillo (es) apparu au début du XIXe siècle.

## Principe du jeu
Le jeu se joue avec un jeu de 40 cartes obtenu en enlevant les 8, 9 et 10  dans un jeu de 52 cartes.
Un joueur désigné, le donneur, distribue les cartes trois par trois dans le sens anti-horaire de façon que chacun des joueurs ait neuf cartes. Avec les 13 cartes restantes, il forme une pile, appelée le talon, cartes face cachée.
Contrairement à la plupart des jeux de cartes actuels, le jeu se déroule dans le sens anti-horaire.
Les cartes rouges (cœur et carreau) sont classées dans l'ordre : Roi, Dame, Valet, As, 2, 3, 4, 5, 6, 7.
Les cartes noires (pique et trèfle), sans les as, sont classées dans l'ordre : Roi, Dame, Valet, 7, 6, 5, 4, 3, 2.
Les As noirs sont toujours des atouts : l'as de pique appelé l'Espadille et l'as de trèfle appelé Baste. Ils forment avec la plus petite carte de l'enseigne d'atout, appelée la manille, les matadors.
Si l'atout est rouge (carreau ou cœur), les cartes de la couleur d'atout sont classées dans l'ordre décroissant : As de pique (Espadille), manille (7 d'atout), As de trèfle (Baste), As, Roi, Dame, Valet, 2, 3, 4, 5, 6.
Si l'atout est noir (pique ou trèfle), les cartes de la couleur d'atout sont classées dans l'ordre décroissant : As de pique (Espadille), manille (2 d'atout), As de trèfle (Baste),  Roi, Dame, Valet, 7, 6, 5, 4, 3.
Les enchères permettent à l’un des trois joueurs de choisir la couleur d’atout. Chacun, à tour de rôle, parle : on passe, on prend (on « fait jouer ») ou on joue « sans prendre ». Au premier palier, le déclarant a le droit de prendre des cartes au talon (il/elle y remet autant de cartes de sa main : c’est l’écart). Pour le jeu « sans prendre », le déclarant ne prend rien au talon ; il laisse ses deux adversaires y prendre des cartes. Le déclarant est « l’hombre ».
Il faut faire 5 levées pour gagner, ou 4, si la défense est partagée 3 et 2 (les levées des défenseurs ne se cumulent pas). Si le déclarant n’y arrive pas, il perd « de codille ». Il remet au pot (la « poule ») autant qu’il y en a.
Après la phase d'enchères, qui décide de l'atout, a lieu le jeu de la carte. On est obligé de fournir la couleur mais on n'est jamais obligé de monter.
Le gagnant est celui qui réalise le plus de levées. Si des joueurs ont le même nombre de plis, 3 ou 4, il y a « remise », c'est-à-dire match nul.